# Торкиторио (Галлура)

Юдикаты средневековой Сардинии

Торкиторио ди Цори (Torchitorio di Zori, Torcotor(e)(io), (T)(D)orgodorio) (ум. до 1114) — первый судья Галлуры, чьё существование подтверждается несколькими историческими источниками.
Известен своим покровительством монашеским орденам. Однако в 1090-е гг. поссорился с архиепископом Пизы Дагобертом — папским легатом, и был отлучён от церкви. Возможная причина — то, что Торкиторио поддерживал императора Генриха IV.
Торкиторио был женат на Паулезе (Падулезе) ди Гунале. Дети: сын Сальтаро и (возможно) дочь, которая вышла замуж за Константино Спану.
В документе, датированном 14 марта 1113 года, назван с королевским титулом: Torchotori de Zori regis Gallurensis. В том же документе судьёй Галлуры назван Оттокорре ди Гунале: "iudicis Othocor qui tunc temporis iudex erat". А уже в следующем году он упомянут с королевским титулом: «Domnus Orthoccor Gallurensis rex». Возможно, Оттокоре был внуком Костантино I - судьи Галлуры, который упоминается в документе 1073 года.